# Dejar sin blanca
"Dejar sin blanca" (título original en inglés: "Bust Out") es el vigésimo tercer episodio de la serie de HBO Los Soprano y el décimo de la segunda temporada de la serie. Fue escrito por Frank Renzulli, Robin Green y Mitchell Burgess; dirigido por John Patterson y estrenado el 19 de marzo de 2000 en Estados Unidos.

## Protagonistas
- James Gandolfini como Tony Soprano.
- Lorraine Bracco como Dr. Jennifer Melfi
- Edie Falco como Carmela Soprano.
- Michael Imperioli como Christopher Moltisanti. *
- Dominic Chianese como Corrado Soprano, Jr.
- Vincent Pastore como Pussy Bonpensiero.
- Steven Van Zandt como Silvio Dante. *
- Tony Sirico como Paulie Gualtieri.
- Robert Iler como Anthony Soprano, Jr.
- Jamie-Lynn Sigler como Meadow Soprano.
- Drea de Matteo como Adriana La Cerva. *
- David Proval como Richie Aprile.
- Aida Turturro como Janice Soprano.
- y Nancy Marchand como Livia Soprano.

* = sólo mencionados

### Protagonista invitado
- John Ventimiglia como Artie Bucco.

#### Otros protagonistas
| - Robert Patrick como David Scatino. - Joe Penny como Victor Musto. - Lillo Brancato, Jr. como Matt Bevilaqua. - Louis Lombardi como Agente Skip Lipari. - Federico Castelluccio como Furio Giunta. - Paul Herman como Peter "Beansie" Gaeta. - David Margulies como Neil Mink. - Marissa Redanty como Christine Scatino. - Janis Dardaris como Karen. | - Mitch Holleman como el chico del centro comercial. - Adrian Martinez como Ramone. - Olga Merediz como Fran. - Chuck Montgomery como Larry Arthur. - Antone Pagan como Detective Ramos. - Katlin Pota como Lilliana. - Matt Servitto como Agente Dwight Harris. - Vince Viverito como Detective Giardina. |

## Resumen del episodio
El FBI ha localizado a un testigo que aseguró ver a Tony Soprano junto a un "cómplice fornido" en la noche del asesinato de Bevilaqua. Tony recibe la visita de los agentes del FBI Harris y Giardina en su domicilio para hablar sobre el asunto de Bevilaqua, pero Tony decide no acompañarles si no traen una orden judicial. También, Pussy Bonpensiero se reúne con el agente Skip Lipari, a quien facilita una lista de inversores de Webistics, pero Lipari se enfurece porque piensa que Pussy no le está contando la verdad sobre el asesinato de Bevilaqua. Pussy mantiene su inocencia y asegura que no sabía que Tony asesinó al chico. Por su parte, Tony, muy preocupado, se presenta en el despacho de Neil Mink, su abogado, quien le tranquiliza asegurando que los federales no tienen nada y que sólo tratan de ponerle nervioso.
Mientras tanto, Tony y Richie continúan estrangulando económicamente a David Scatino y su tienda de deportes, tras las deudas que Scatino contrajo en las partidas clandestinas de póker organizadas por la familia Soprano. A su vez, Carmela se encuentra tomando el té con Christine Scatino, la mujer de David, que está muy preocupada por su marido. Christine le presenta a su hermano Víctor, que es pintor y venía a recoger a su hermana, que rápidamente atrae a Carmela, quien le pide su tarjeta para "empapelar el comedor".
Tony y Pussy se encuentran de madrugada en la tienda de Scatino, que tras las deudas de este es ahora lugar habitual de las reuniones de la organización, hablando sobre el caso de Bevilaqua. En ese momento llegan Paulie y Furio, y el primero le revela a Tony que no hay "ningún soplón", pero en cambio "hay un testigo ocular" del asesinato, lo que enfurece de inmediato a Tony. Furio le aconseja que se largue durante un tiempo. Tony así lo considera y se lo hace saber a la Doctora Melfi. Poco después también se despide de su abogado Neil Mink, a quien le deja una bolsa con 400.000 dólares en efectivo para que se los guarde mientras está fuera del estado.
Pese a pedirle a Tony en el anterior episodio que dejara de engañarla, Carmela finalmente llama a Víctor Musto, el hermano pintor de Christine Scatino, para que le empapele el salón y con quien tiene un apasionado beso. Rápidamente ambos se dan cuenta de su error, pero en la próxima ocasión Víctor decide enviar a su socio Ramón para terminar el trabajo ante la decepción de Carmela, pues Víctor había descubierto que estaba casada con Tony Soprano. Aún dentro del plano familiar, Tony trata de acercarse sentimentalmente, sin éxito, a sus hijos A.J. y Meadow.
En la casa del testigo, la mujer de este descubre en el periódico The Star-Ledger que el asunto del asesinato en el que declaró su marido como testigo resulta estar relacionado con la mafia de Nueva Jersey. Su marido, asustado, llama rápidamente al detective para recular y negar su versión. Scatino, por su parte, se reúne con su cuñado Víctor para decirle que está totalmente arruinado y envuelto en deudas con la familia Soprano. Poco después de todo esto, Paulie llama a casa a Tony para decirle en clave que el testigo ha retirado su declaración.

## Título del episodio
El título del episodio, "Dejar sin blanca", es una referencia al estrangulamiento económico que Richie y Tony están haciendo con David Scatino y su tienda de deportes, ya que este contrajo demasiadas deudas en las partidas de póker de Tony.

## Música
- Aparece otra canción de Journey en el episodio final de la serie.
- El sencillo de Andrea Bocelli, "Con te partirò", vuelve a aparecer por tercera vez en la serie, cuando Carmela recibe la llamada del pintor, Víctor.[2] Esta canción apareció en varias ocasiones en el episodio "Commendatori".
- En la escena en la que la familia del testigo comprende que el crimen en el que testificó está relacionado con la Mafia es la pieza de Anton Webern Variations for Piano, Op. 27.
- Cuando Carmella prepara la comida para la segunda visita de Vic Musto, suena "You're Still the One" de Shania Twain.[2]
- La música instrumental de piano que suena en el Nuovo Vesuvio durante la comida de Carmela y Christine Scatino es "Cast Your Fate to the Wind" de Vince Guaraldi.[2]
- La canción en los créditos finales es "Wheel in the Sky" de Journey , esta canción se escuchó también en la escena en la que los pintores estaban pintando la habitación de los Soprano.